# نيك جونز (لاعب هوكي الجليد)
نيك جونز (بالإنجليزية: Nick Jones)‏ هو لاعب هوكي الجليد أمريكي، ولد في 26 يونيو 1990 في Cranberry Township, Butler County, Pennsylvania ‏ في الولايات المتحدة.

## وصلات خارجية
- نيك جونز على موقع دوري الهوكي الوطني (الإنجليزية)
- نيك جونز على موقع EliteProspects.com (الإنجليزية)
- نيك جونز على موقع HockeyDB.com (الإنجليزية)